# Boszczynek (gromada)
Boszczynek – dawna gromada, czyli najmniejsza jednostka podziału terytorialnego Polskiej Rzeczypospolitej Ludowej w latach 1954–1972.
Gromady, z gromadzkimi radami narodowymi (GRN) jako organami władzy najniższego stopnia na wsi, funkcjonowały od reformy reorganizującej administrację wiejską przeprowadzonej jesienią 1954 do momentu ich zniesienia z dniem 1 stycznia 1973, tym samym wypierając organizację gminną w latach 1954–1972.
Gromadę Boszczynek z siedzibą GRN w Boszczynku utworzono – jako jedną z 8759 gromad na obszarze Polski – w powiecie pińczowskim w woj. kieleckim, na mocy uchwały nr 13h/54 WRN w Kielcach z dnia 29 września 1954. W skład jednostki weszły obszary dotychczasowych gromad Boszczynek, Bełzów, Przybenice, Kózki, Sietejów, Szczekarzów i Zakrzów (bez przysiółka Zakrzówek) ze zniesionej gminy Boszczynek w tymże powiecie. Dla gromady ustalono 17 członków gromadzkiej rady narodowej.
1 stycznia 1956 gromada weszła w skład nowo utworzonego powiatu kazimierskiego w tymże województwie.
1 stycznia 1969 do gromady Boszczynek przyłączono wsie Bolowiec i Małoszów ze znoszonej gromady Głuchów.
Gromada przetrwała do końca 1972 roku, czyli do kolejnej reformy gminnej.